# Cantone di Uzerche
Il Cantone di Uzerche è una divisione amministrativa dell'arrondissement di Tulle.
A seguito della riforma approvata con decreto del 24 febbraio 2014, che ha avuto attuazione dopo le elezioni dipartimentali del 2015, è passato da 9 a 21 comuni.

## Composizione
I 9 comuni facenti parte prima della riforma del 2014 erano:
- Condat-sur-Ganaveix
- Espartignac
- Eyburie
- Lamongerie
- Masseret
- Meilhards
- Saint-Ybard
- Salon-la-Tour
- Uzerche

Dal 2015 i comuni appartenenti al cantone sono i seguenti 21:
- Arnac-Pompadour
- Benayes
- Beyssac
- Beyssenac
- Condat-sur-Ganaveix
- Espartignac
- Eyburie
- Lamongerie
- Lubersac
- Masseret
- Meilhards
- Montgibaud
- Saint-Éloy-les-Tuileries
- Saint-Julien-le-Vendômois
- Saint-Martin-Sepert
- Saint-Pardoux-Corbier
- Saint-Sornin-Lavolps
- Saint-Ybard
- Salon-la-Tour
- Ségur-le-Château
- Uzerche